# Kenia (1963-1964)
Kenia (Engels: Kenya) was van 1963 tot 1964 een onafhankelijk land binnen het Gemenebest van Naties met de Britse koningin Elizabeth II als staatshoofd (een Commonwealth realm). Het land ontstond op 12 december 1963 toen de Britse Kolonie en Protectoraat Kenia onafhankelijk werd. Een jaar later, op 12 december 1964, werd de monarchie afgeschaft en de Republiek Kenia uitgeroepen. 

## Bestuur
De Britse koningin Elizabeth II was staatshoofd van Kenia als de Koningin van Kenia. De koningin werd in haar functie vertegenwoordigd door de gouverneur-generaal Malcolm MacDonald. Jomo Kenyatta was de premier van Kenia. Na de uitroeping van de republiek werd hij de eerste president van Kenia.